# Bandić Milan 365 - Partito del Lavoro e della Solidarietà
Bandić Milan 365 - Partito del Lavoro e della Solidarietà (in croato: Bandić Milan 365 - Stranka rada i solidarnosti  - BM 365) è un partito politico croato di orientamento socialdemocratico fondato nel 2015 da Milan Bandić, sindaco di Zagabria e, in precedenza, esponente del Partito Socialdemocratico di Croazia.
Alle parlamentari del 2015 ha dato luogo alla Coalizione Lavoro e Solidarietà, eleggendo due deputati (Miodrag Demo e Sandra Perković, eletta in sostituzione di Bandić).
Alle parlamentari del 2016 si è presentato col Partito Popolare - Riformisti e altre formazioni minori: l'alleanza ha ottenuto due seggi, uno dei quali è stato assegnato a BM 365 (Željko Lacković, subentrato a Bandić e che lascerà successivamente il partito). Nel corso della legislatura aderirono 5 deputati eletti in altre liste.
In seguito alla morte di Milan Bandić il 28 febbraio 2021, la vice presidente Jelena Pavičić Vukičević diventò presidente del partito. L'11 dicembre Slavko Kojić venne eletto come nuovo presidente del partito in sostituzione di Vukičević.

## Risultati
| Elezione          | Elezione                           | Voti   | %    | Seggi   |
| ----------------- | ---------------------------------- | ------ | ---- | ------- |
| Parlamentari 2015 | Coalizione Lavoro e Solidarietà    | 75.527 | 3,39 | 2 / 151 |
| Parlamentari 2016 | Con NS-R - HSS SR - Novi Val - BUZ | 76.990 | 4,05 | 1 / 151 |
| Europee 2019      | Europee 2019                       | 21.175 | 1,97 | 0 / 11  |
| Parlamentari 2020 | Nessuna coalizione                 | 9.897  | 0,59 | 0 / 151 |